# Hans am Ende
Hans am Ende (født 31. december 1864 i Trier, død 9. juli 1918 i Stettin) var en tysk maler, og elev af Ferdinand Keller i Karlsruhe og derefter uddannet i München under Wilhelm von Diez med flere. Hans am Ende har vundet navn som landskabsmaler og -raderer. Mange af sine motiver har han taget fra Worpswede; han er også en af hovedskikkelserne i Worpswedemalerkolonien.

## Værker (udvalg)
- Die Mühle (1894)
- Birken am Moorgraben (1896)
- Frühling in Worpswede (1900)
- Skizze: Der Avre-Bach mit dem Treidelweg zwischen St. Mard und St. Aurin (1914)
- Skizze: Das Trichtergelände zwischen B.T.K. und K.T.K. Gheluvelt (1917)
- Skizze: 'Die Gießeler Höhe' für das IR 162
- 'Die Gießeler Höhe' für das IR 163
- 'Die Gießeler Höhe' für das IR 162